# タヴェルネーリオ
タヴェルネーリオ（伊: Tavernerio）は、イタリア共和国ロンバルディア州コモ県にある、人口約5,700人の基礎自治体（コムーネ）。

## 地理

### 位置・広がり
コモ県南部のコムーネ。県都コモから東へ5kmの距離にある。

#### 隣接コムーネ
隣接するコムーネは以下の通り。
- アルベーゼ・コン・カッサーノ
- コーモ
- ファッジェート・ラーリオ
- リポーモ
- モントルファノ
- トルノ

### 地震分類
イタリアの地震リスク階級 (it) では、4 に分類される
。

## 行政

### 山岳部共同体
広域行政組織である山岳部共同体「トリアンゴロ・ラリアーノ山岳部共同体」 (it:Comunità montana del Triangolo Lariano) （事務所所在地: カンツォ）を構成するコムーネの一つである。

### 分離集落
タヴェルネーリオには、以下の分離集落（フラツィオーネ）がある。
- Ponzate, Rovascio, Solzago, Urago